# Snežni plaz
Snežni plaz (angl. snow avalanche, snowslide, snowslip) je pojav, ki se večinoma sproži tedaj, ko v gorah v zelo kratkem času zapade veliko novega snega. Snežni plaz je gmota ledu in snega, ki se utrga s pobočja gore in drsi, teče ali zvrtinčen v zrak in lebdeč nad tlemi pada v globino, dokler se ne ustavi. Največji plazovi se utrgajo na pobočjih Himalaje. 
O snežnem plazu govorimo, če dolžina gibanja presega 50 m, sicer govorimo o plaziču ali osipu. Plaz lahko drsi, teče, se kotali ali pa zvrtinčen kot snežni oblak puhne v dolino. 
Snežni plaz lahko s sabo prenaša tudi razne predmete, kot so kamenje, veje, drevesa in zemlja. 
Na proženje snežnih plazov vpliva več dejavnikov: nagib pobočja, hrapavost tal, lastnosti snežne odeje, temperatura in veter. 

## Vrste plazov
Glede na vrsto (vlažnost) snega:
- plazovi suhega nesprijetega snega
- plazovi suhega sprijetega snega
- plazovi mokrega nesprijetega snega
- plazovi mokrega sprijetega snega

Plazovi mokrega snega so pogosti spomladi, ko so strnjeni in zrahljani sneg zdrsi po mokri podlagi. Ti plazovi po navadi tečejo po stalnih poteh-plaznicah.
Nevarnejši so plazovi suhega snega po tleh navzdol ali pa se dvignejo od tal tudi za več kot 100 metrov.
Najnevarnejši plazovi so kložasti plazovi. Pri kložastem plazu se gmota napihanega in zbitega snega odtrga in drsi po gladkejših globjih plasteh snežne odeje. Ločimo mehko in trdo kložo. Mehka kloža nastane s pomočjo vetra, ki prenaša novi sneg in lomi kristale ter jih odlaga na zavetrni strani. Trda kloža nastane na privetrni strani, ko veter nabija kristale med seboj. Kristali se zaradi medsebojnega trenja za trenutek stalijo in takoj ponovno zamrznejo v trdno plast. Zanimivo za kložast plaz je, da je čelo napoke v ravni ali cik-cak črti in je pravokoten na podlago, po kateri se plaz spelje. Primerne naklonine pobočja za sprožitev kložastega plazu so med 30° in 45°.
Glede na splazene plasti oziroma območje plazenja na:
- vrhnji plaz (kadar se splazi le vrhnja ali nekaj vrhnjih plasti snežne odeje)
- talni plaz (pobere snežno odejo do tal)
- mešani plaz (nastane, ko vrhnji plaz v spodnjem delu plaznice potisne v gibanje celotno snežno odejo)

Po načinu gibanja: 
- tekoči plaz (plazovina teče, se kotali, drsi)
- pršni plaz (plazovina se pomeša z zrakom, se dvigne nad podlago, ter lebdeča nad njo drvi v globino)

Glede na obliko poti jih delimo na:
- žlebasti plaz, ki drsi po kanalu in
- pobočni plaz, ki drsi po odprtem pobočju.

Če pride plaz do doline, ga imenujemo dolinski plaz, če se ustavi na pobočju pa pobočni plaz.

## Elementi plazu
Površina snežnega plazu je plaznica. Je torej podlaga po kateri zdrsi plaz in lahko zelo dolga, naklon navadno znaša med 30º in  35º. Zgornji rob imenujemo napoko plazu, bok plazu pa predstavljajo robovi.
Sam plaz delimo na tri območja: 
- območje proženja, ki se navadno nahaja v bližini gorskih grebenov nad gozdno mejo, je tisti del strmine, kjer se plaz sproži;
- območje gibanja ali plazina - tukaj plaz doseže velike hitrosti, plazi po stalni poti ali si jo utre na novo predvsem tam, kjer ni vegetacije;
- območje odlaganja ali akumulacija, ki je običajno dno doline ali nasprotni breg, lahko pa se nakopiči na vršaju (plaznem stožcu).

Odloženo maso plazu imenujemo plazovina, spodnji del, kjer se plaz odloži imenujemo čelo plazu.

## Vzroki
Vzrok za večino snežnih plazov je najpogosteje predhodno obilno sneženje. Vedno gre za preobremenitev ali zmanjšanje trenja snežne odeje ali oba vzroka hkrati. Plaz se lahko sproži zaradi naravnih (objektivnih) vzrokov:
- Zaradi sneženja (nevarnost trganja plazov po petstopenjski lestvici glede na prirastek snežne odeje (30, 50, 80, 120 in nad 120 cm, ter z vetrom 20, 40, 60, 80 in nad 80 cm), vejavice ali dežja se kritično poveča debelina, s tem teža snežne odeje in preobremenitev.

- Na snežno odejo se vsuje plazič, ostanki opasti, padajoče kamenje, obdelujejo jo sunki vetra (metež, snežni vihar, nizka in visoka vejavica), kar povzroči preobremenitev.
- Preobremenitev lahko povzroči tudi gibanje divjadi ali ljudi.
- Šibka plast znotraj snežne odeje (srež, voda nad neprepustno plastjo oziroma tlemi, poležana trava, listje, rahel sneg,…) ima za posledico nezadostno trenje.
- V nesprijetem suhem ali vlažnem snegu se zaradi preobrazbe snega, sonca, dežja in/ali vetra (mehke in trde klože, opasti, zastrugi) podre ravnotežje med delci, fizikalni posledici verižne reakcije sledi splazitev zaradi nezadostnega trenja.

Subjektivni vzroki, ki jih običajno povzroči človek pa so:
- Hoja, smučanje, padci, sunkovito vijuganje s smučmi ter hoja v strnjeni skupini na nestabilni snežni odeji, kar povzroča preobremenitev.
- Teptanje snežne odeje (s smučmi, teptalnim strojem, motornimi sanmi,...).

Vzrok za splazitev je odvisen tudi od izoblikovanosti površja, nadmorske višine, ekspozicije pobočja in vegetacije.

## Nevarnost proženja snežnih plazov
Nevarnost proženja snežnih plazov je odvisna od geomorfolšnih značilnosti in vegetacije. Na nevarnost vplivajo še nadmorska višina, naklon in ekspozicija pobočja. Pojav je odvisen od stabilnosti snežne odeje, to je od debeline, strukture in vrste snega, pojava vetra, temperature ob sneženju in kasneje in drugih.
V Sloveniji imamo izdelan "Kataster snežnih plazov", ki vsebuje podatke o vrsti, velikosti in pogostnosti in druge karateristike nastanka vključno s skicami in fotografijami. Prav tako imamo izdelan "Pregled ogroženosti" - za vsak plaz so znani merjeni in izračunani podatki o pritisku, ki ga je plaz povzročil. Imamo "Pregled verjetnih drsin" in "Načrt plazovitih območij" kot podlaga za prostorsko načrtovanje.
Evropska petstopenjska lestvica nevarnosti proženja snežnih plazov.
| Oznaka stopnje  | Stabilnost snežne odeje | Oznaka | Verjetnost/možnost proženja snežnih plazov |
| --------------- | --- | ------ | --- |
| 1 - Majhna      | Na večini pobočij je snežna odeja sorazmerno stabilna.                                                                                       |        | Samo na zelo redkih strmin pobočjih in predvsem ob dodatni obremenitvi; možni so zgolj majhni spontani snežni plaziči in osipi. |
| 2 - Zmerna      | Na posameznih, dovolj strmih pobočjih je samo zmerno stabilna (ta območja so posebej opredeljena in opisana), drugod pa sorazmerno stabilna. |        | Predvsem na posebej izpostavljenih pobočjih pri velikih dodatnih obremenitvah (npr. hoja ali smučanje posameznika ali skupine prek takega pobočja, teptalec snega, ipd.). Obsežnejših spontanih plazov še ne pričakujemo.                         |
| 3 - Znatna      | Na številnih, dovolj strmih pobočjih je le slabo do zmerno stabilna.                                                                         |        | Že pri manjši dodatni obremenitvi na pobočjih, ki so posebej izpostavljena (ta območja so posebej opredeljena in opisana). V nekaterih razmerah je možno lokalno tudi spontano proženje srednje velikih in posamično tudi velikih snežnih plazov. |
| 4 - Velika      | Ne večini strmih pobočij je slabo stabilna.                                                                                                  |        | Na dovolj strmih pobočjih že pri manjši obremenitvi. Ob določenih razmerah je možno tudi spontano proženje številnih manjših in ponekod tudi večjih plazov.                                                                                       |
| 5 - Zelo velika | Splošna nestabilnost snežne odeje. |        | Pričakujemo lahko številne srednje velike in mnoge velike spontano utrgane plazove, med njimi tudi tiste v zmernih strminah. |

## Varovanje pred snežnimi plazovi
Za varovanje pred snežnimi plazovi poznamo aktivno in pasivno zaščito.
Objekte za aktivno zaščito se namešča na mesta proženja plazov. To so stalne ali začasne lesene ali kovinske naprave (snežne grablje, snežni mostovi, snežne mreže, trinožniki). Pasivni objekti so namenjeni preusmeritvi ali zaviranju plazov. To so masivni objekti zgrajeni iz betona, skal ali zemlje (usmerjevalni nasipi, odklonski klini, prestrezni nasipi, galerije).
Preventivni ukrepi so umetno sprožanje plazov bodisi z eksplozivom nameščenim v območje plazu ali z obstreljevanjem.